# Organy w Orawce

Rzut kościoła św. Jana Chrzciciela w Orawce, z zaznaczonym umiejscowieniem organów (kolor czerwony)

Organy w Orawce – 9-głosowe barokowe organy piszczałkowe w kościele św. Jana Chrzciciela w Orawce. Jedne z najstarszych w Polsce grywalnych organów wyposażonych w trakturę mechaniczną i miechy klinowe. Zbudowane w 1670 przez nieznanego organmistrza. Odrestaurowane w latach 1972/73 w Pracowni Konserwacji Zabytkowych Organów w Krakowie.

## Historia
Zbudowane zostały w 1670 przez nieznanego organmistrza. Według niesprawdzonych podań ich fundatorem był cesarz Ferdynand III Habsburg, jednak na szczycie prospektu znajduje się monogram „AB PO”, interpretowany przez jednych badaczy jako Augsburgischen Bekenntnisses Pfarrerkirche Orgel (organy parafialne kościoła wyznania augsburskiego), a innych Adalbertus Binkowicz Plebanus Oraviensis (proboszcz Orawy). Organy ufundował ksiądz Wojciech (łac. Adalbertus) Bińkowicz, proboszcz w Orawce w latach 1672–1693. W latach 1972/73 zostały odrestaurowane w Pracowni Konserwacji Zabytkowych Organów w Krakowie, a 27 sierpnia 1973 oddane ponownie do użytkowania w kościele. Zachowała się większa część komponentów oryginalnego instrumentu, w tym ponad połowa piszczałek oraz unikatowe miechy klinowe (książkowe).

## Budowa
Organy umieszczone są przy zachodniej ścianie nawy, na krótkiej antresoli połączonej schodami z wyższą emporą główną kościoła. Prospektem zwrócone są w stronę podłużnej osi budynku.
Organy mają 9 głosów zbudowanych z 450 piszczałek oraz tympan, wiatrownicę typu klapowo-zasuwowego oraz mechaniczną trakturę gry i rejestrów. Stół gry z jednym (zamontowanym w XIX wieku w miejsce oryginalnego) manuałem znajduje się z tyłu instrumentu.
Prospekt organowy jest architektoniczny, pięcioosiowy, z trzema wieżami wysuniętymi półkolistym i trójkątnymi ryzalitami; polichromowany na czarno, czerwono, zielono i pomarańczowo, ze złoconą i srebrzoną ornamentyką. Ma bogatą dekorację snycerską: ażurowe kotary, małżowinowo-chrząstkowe i owocowo-roślinne ornamenty na uszakach i stromych szczytach bocznych wież, uskrzydlone główki anielskie w glorii, szyszki i kwiatony. Zwieńczeniem prospektu jest dwugłowy orzeł z umieszczonym na piersi kartuszem w kształcie serca, i syglami „AB PO”.

## Dyspozycja
Dyspozycja:
| Manuał C – c³                                                                                            |
| --- |
| Principal 4′ Flauto 2′ Fugara 4′ Flet minor 4′ Octava 2′ Quinta 1 1/3′ Octava 1′ Mixtura II Flet major 8 |
| Tympan, klawiatura 45-tonowa z krótką oktawą                                                             |